# Lee Bronkhorst
Lee Bronkhorst (25 de enero de 1991) es un deportista neozelandés que compitió en judo. Ganó dos medallas en el Campeonato de Oceanía de Judo en los años 2010 y 2013.

## Palmarés internacional
| Campeonato de Oceanía | Campeonato de Oceanía | Campeonato de Oceanía | Campeonato de Oceanía |
| Año                   | Lugar                 | Medalla               | Categoría             |
| --------------------- | --------------------- | --------------------- | --------------------- |
| 2010                  | Canberra (Australia)  | Medalla de bronce     | –60 kg                |
| 2013                  | Apia (Samoa)          | Medalla de oro        | –60 kg                |